# Джованни IV (маркиз Монферратский)
Джованни IV Палеолог (итал. Giovanni IV Paleologo; 24 июня 1413 — 19 января 1464) — маркиз Монферратский с 1445 года.

## Происхождение
Джованни родился в Понтестуре и был старшим сыном маркиза Монферрато Джан Джакомо и Иоланды Савойской, дочери Амадея VII, у него было четверо младших братьев и две младших сестры.

## Биография
До вступления на престол, во время войны Монферрата и Савойи, Джованни попал в плен к Амадею VIII и использовался в качестве заложника.
Палеолог служил кондотьером Венецианской республики во время войн в Ломбардии.
Во время правления Джованни род Палеологов потерял власть в Византии, уничтоженной в 1453 году турками-османами.
Джованни IV умер в Казале 19 января 1464 года, не оставив потомства, и был похоронен там же, где его отец, в церкви Сан-Франческо.
Джованни наследовал его брат Гульельмо VIII.

## Семья
Джованни Палеолог женился в декабре 1458 года на Маргарите, дочери Анны де Лузиньян и Людовика I. В качестве приданого он получил 100 000 скудо, а также города Трино, Морано-суль-По, Борго-Сан-Мартино и Момбаруццо. Однако, у них так и не было детей.